# Амброзоли, Франческо
Франческо Амброзоли (итал. Francesco Ambrosoli; 27 января 1797, Комо — 15 ноября 1868, Милан) — итальянский филолог и переводчик.
Окончил юридический факультет Павийского университета (1818), практиковал как адвокат, однако затем попал под подозрение полиции как политически неблагонадёжный, в связи с чем потерял возможность заниматься юридической практикой. Зарабатывал на жизнь частными уроками, одновременно занимаясь переводами.
Первая значительная переводческая работа Амброзоли — «География» Страбона (1827—1833, в пяти томах), за ней последовали «История древней и новой литературы» Фридриха Шлегеля (1828) и «Деяния» Аммиана Марцеллина (1829). В это же время Амброзоли опубликовал учебник и грамматику итальянского языка и свой главный труд — учебник итальянской литературы (итал. Manuale della letteratura italiana; 1832, седьмое издание 1885). Вместе с Джачинто Баттальей составил сборник биографических очерков о выдающихся деятелях современности «Современная галерея» (итал. Galleria contemporánea; 1841).
С 1842 года заведовал кафедрой латинского и греческого языков, древней литературы и эстетики в Павийском университете. Во время революционных волнений 1848 года ненадолго вынужден был оставить университет, но затем был приглашён в Вену, где изложил свои взгляды на реформу классического образования в Ломбардии, после чего некоторое время исполнял обязанности генерального директора лицеев и гимназий, вернувшись в то же время на университетскую кафедру. В последние годы жизни работал над «Историей Италии в римский период» (итал. Storia d'Italia durante il periodo romano), которая была издана посмертно.